# Aiman Umarova
Aiman Umarova, née  dans une petite ville de l'oblys de Jambıl au Kazakhstan, est une avocate spécialisée dans les crimes liés à l'abus sexuel des femmes et des enfants. Elle travaille avec les personnes condamnées et emprisonnées pour divers motifs politiques mais aussi sur les droits de l'homme dans son pays,. Elle est également journaliste et écrit sur les personnes emprisonnées, la torture, la violence dans les prisons et les droits de l'homme. Elle reçoit, le 23 mars 2018, le prix international de la femme de courage, remis par Melania Trump, première dame des États-Unis,.
En 2024, elle reçoit le Prix Stefanus (anglais : Stefanus Prize) remis tous les deux ans par la Stefanus Alliance International à une personnalité ayant apporté une contribution exceptionnelle à la défense des droits de l'homme ou de la liberté religieuse.

## Sources
- (en) Cet article est partiellement ou en totalité issu de l’article de Wikipédia en anglais intitulé « Aiman Umarova » (voir la liste des auteurs).